# Stefano I di Costantinopoli
Stefano I (in greco Στέφανος Α΄, Stephanos I?; Costantinopoli, novembre 867 – 18 maggio 893) è stato un arcivescovo bizantino, che ha ricoperto la carica del patriarcato ecumenico di Costantinopoli tra l'886 e l'893.

## Biografia
Stefano era figlio di Eudocia Ingerina e, ufficialmente, dell'imperatore Basilio I. Tuttavia, al tempo in cui fu concepito, Eudocia era l'amante dell'imperatore Michele III. Di conseguenza, è possibile o addirittura probabile che, come suo fratello maggiore Leone VI il Saggio, Stefano fosse il figlio di Michele.
Castrato da Basilio I, Stefano divenne monaco e fu designato per una carriera nella chiesa sin dalla sua infanzia. 

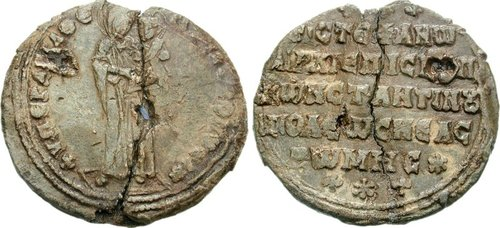
Sigillo di piombo di "Stefano, arcivescovo di Costantinopoli, Nuova Roma", relativo a Stefano I o II.

### Patriarcato
Nell'886 suo fratello, il nuovo imperatore Leone VI, depose il patriarca Fozio e nominò al suo posto Stefano quando aveva 19 anni.
Come patriarca Stefano partecipò alla cerimoniale ritumulazione di Michele III da parte di Leone VI nel mausoleo imperiale annesso alla Chiesa dei Santi Apostoli a Costantinopoli. Non ci sono eventi importanti associati al patriarcato di Stefano, il patriarca che divenne famoso per la sua pietà. Infine morì il 18 maggio dell'893.

## Culto
La sua festa nella chiesa ortodossa è il 18 maggio.